# Euphorbia gebelica
Euphorbia gebelica är en törelväxtart som beskrevs av Salvatore Brullo. Euphorbia gebelica ingår i släktet törlar, och familjen törelväxter.
Artens utbredningsområde är Libya. Inga underarter finns listade i Catalogue of Life.